# Cecropia virgusa
Cecropia virgusa är en nässelväxtart som beskrevs av José Cuatrecasas. Cecropia virgusa ingår i släktet Cecropia och familjen nässelväxter. Inga underarter finns listade i Catalogue of Life.